# Les XX

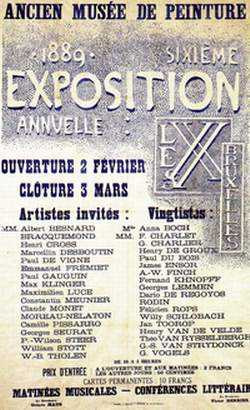
Affiche van de tentoonstelling van 1889

Les XX (Les Vingt) was een vernieuwingsgezinde Belgische kunstenaarsgroep van schilders en beeldhouwers, die tussen 1883 en 1893 actief was. Mecenas en animator waren de advocaat Edmond Picard en de Brusselse jurist Octave Maus, die ook de uitgever was van L'art moderne, het officiële orgaan van de groep. Zij vormden een groep jonge radicale artiesten die rebelleerden tegen het verouderde academisme en de heersende artistieke standaarden. Bekende leden van Les XX waren James Ensor, Théo Van Rysselberghe, Willy Finch, Fernand Khnopff en Félicien Rops. Later sloten zich Auguste Rodin, Paul Signac en Jan Toorop aan.
De groep kan beschouwd worden als de erfgenaam van de kunstenaarsgroepen La Chrysalide en L'Essor. Na 1893 vormde La Libre Esthétique (tot 1914) er de voortzetting van. Ze stelden niet alleen hun eigen werk tentoon, maar ook schilderijen van niet-Belgische kunstenaars zoals Cézanne, Van Gogh en Seurat. De groep deed veel voor het verspreiden van de ideeën van het neo-impressionisme en het postimpressionisme en werd het belangrijkste Belgische forum voor symbolisme en art nouveau.

## Geschiedenis
In 1881 startte Max Waller met een literair tijdschrift La jeune Belgique. Octave Maus gaf ook een revue uit: L' Art Moderne, het latere orgaan van Les XX.

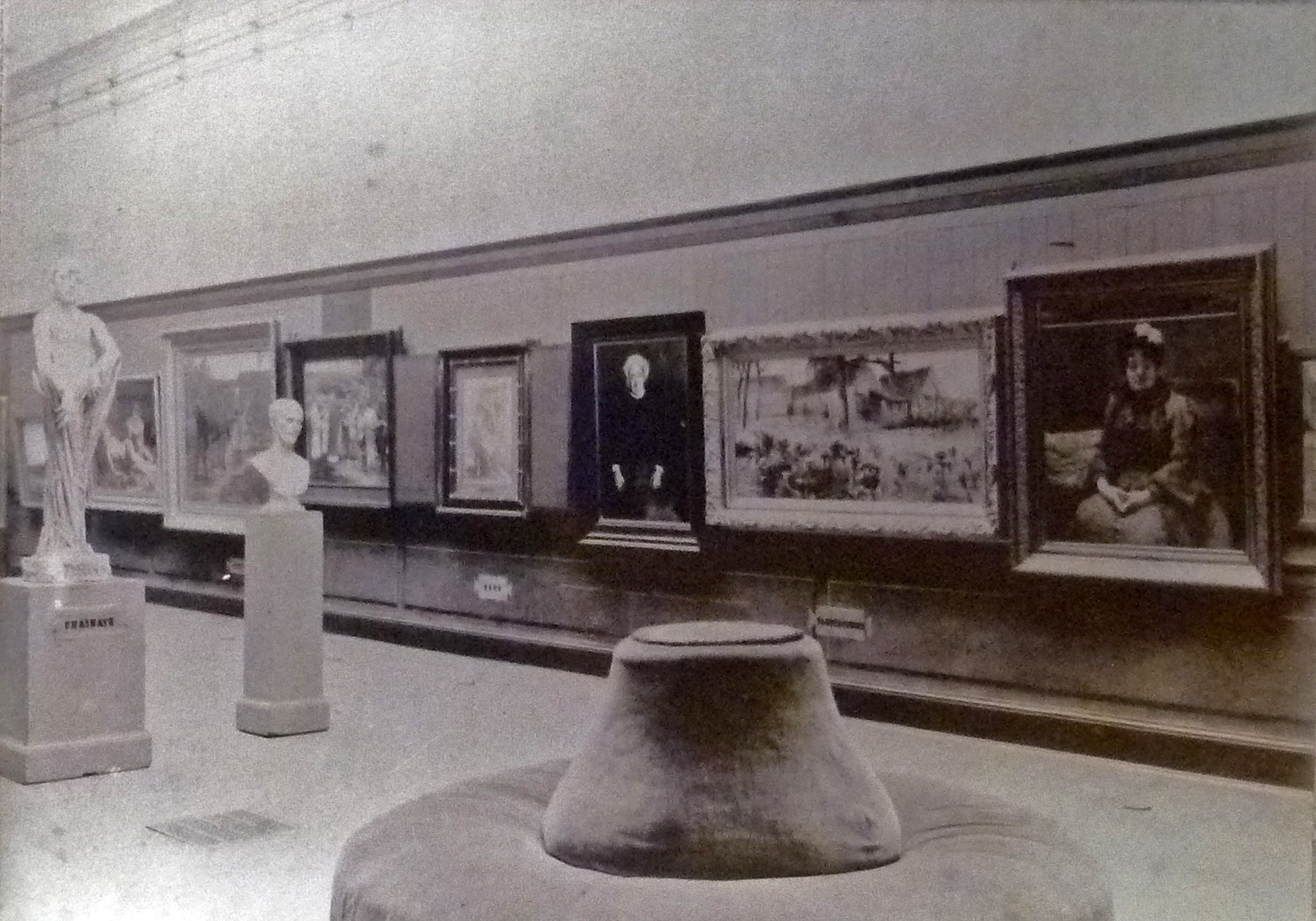
Foto van de tentoonstelling van "'Les XX" in 1884

In 1882 werd het werk van Ensor De oestereetster geweigerd op een expo te Antwerpen. Eenzelfde weigering kwam er, het jaar daarop, voor de Ensor-salon van Brussel. Ook Finch werd afgewezen. De afwijzingen geschiedden officieel om stijltechnische redenen (het overdadig pasteus kleurengebruik om impressionistisch 'licht' weer te geven). Ze moeten echter gezien worden in het licht van de destijds heersende controverse rond de persoon en het werk van Ensor (die toen nauwelijks 20 jaar was) en de tegenstelling tussen de kunstopvattingen van de 'Officiële Salons' en die van 'rebellerende vernieuwers'.
In 1886 werd De oestereetster in "La Gazette" nog afgedaan als "...voorbeeld van kermiskunst...". Het doek werd ook in 1908 geweigerd door het Museum te Luik. Ten slotte was het Emma Lambotte, die het meesterwerk privé aankocht.

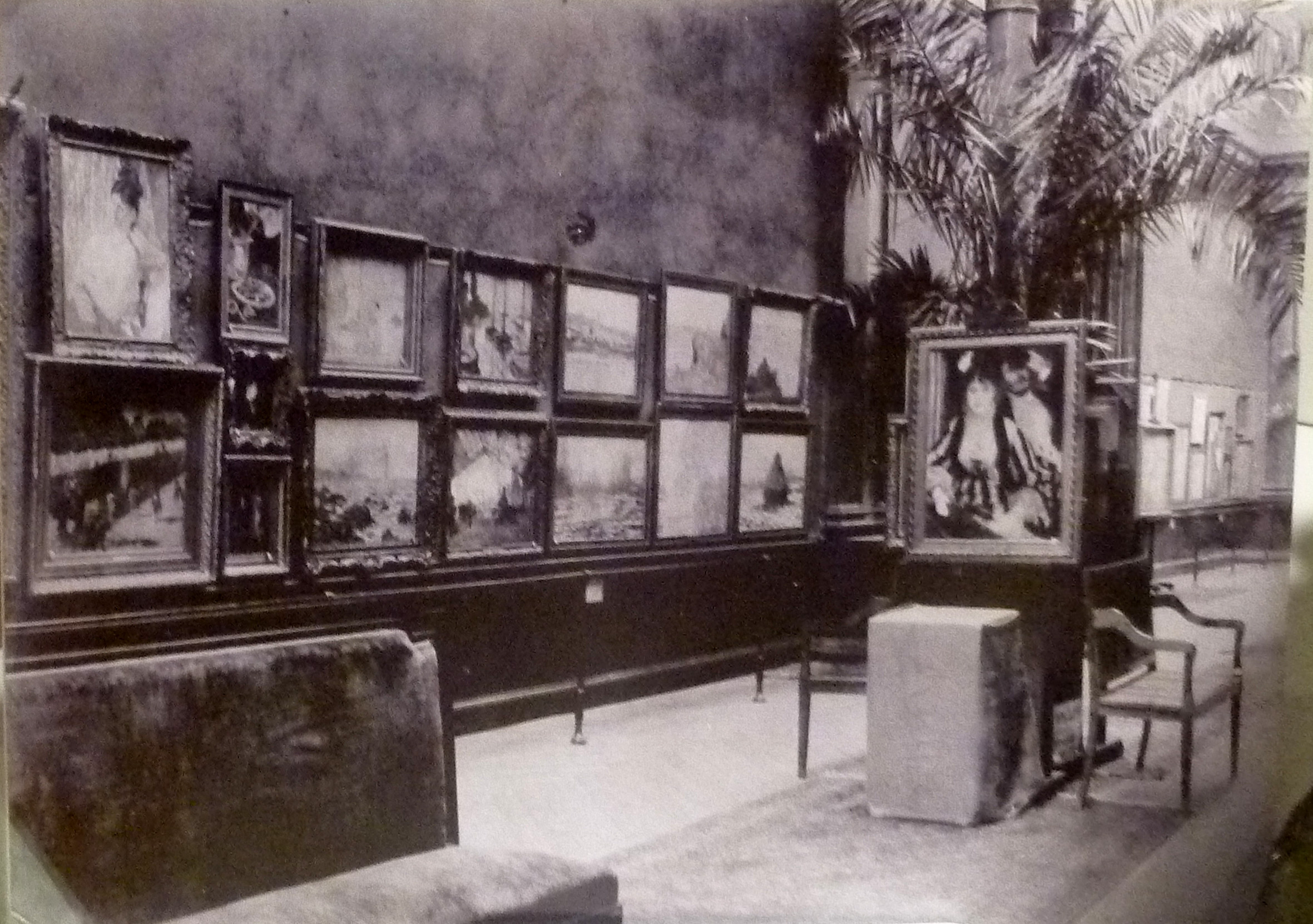
Foto van de tentoonstelling van "Les XX" in 1904

De in 1883 ontstane heibel zou de aanleiding zijn tot het groeperen van een aantal vooral jongere kunstenaars in de nieuwe "Les XX". Zij verenigden zich op 28 oktober 1883 in de Taverne Guillaume op de Place du Musée te Brussel. Ze hadden echter geen programma, zodat al dadelijk stevige discussies boven kwamen. Ze wilden als vrije kunstzinnigen elk academisme verloochenen, aanvaardden geen enkele esthetiek en verwierpen om het even welke belemmering. De stichters zagen zichzelf als progressief en wilden zich afzetten tegen de als conservatief en bourgeois bestempelde Cercle Artistique et Littéraire de Bruxelles. Dit stond een wisselwerking tussen beide kunstkringen overigens niet in de weg: zo exposeerde James Ensor in 1884 enkele werken in de Cercle en gaf Fernand Khnopff er in 1892 een lezing.
De oude garde en de conservatieve pers scholden de deelnemers aan "Les XX" uit voor gek en dol. Ze werden zelfs uitgejouwd in kleine brochures die op straat verkocht werden voor 5 centimes. 

## De elf oprichters van Les XX
- James Ensor 1860–1949 (lid tot 1893)
- Théo van Rysselberghe 1862–1926 (lid tot 1893)
- Fernand Khnopff 1858–1921 (lid tot 1893)
- Alfred William Finch 1854-1930 (lid tot 1893)

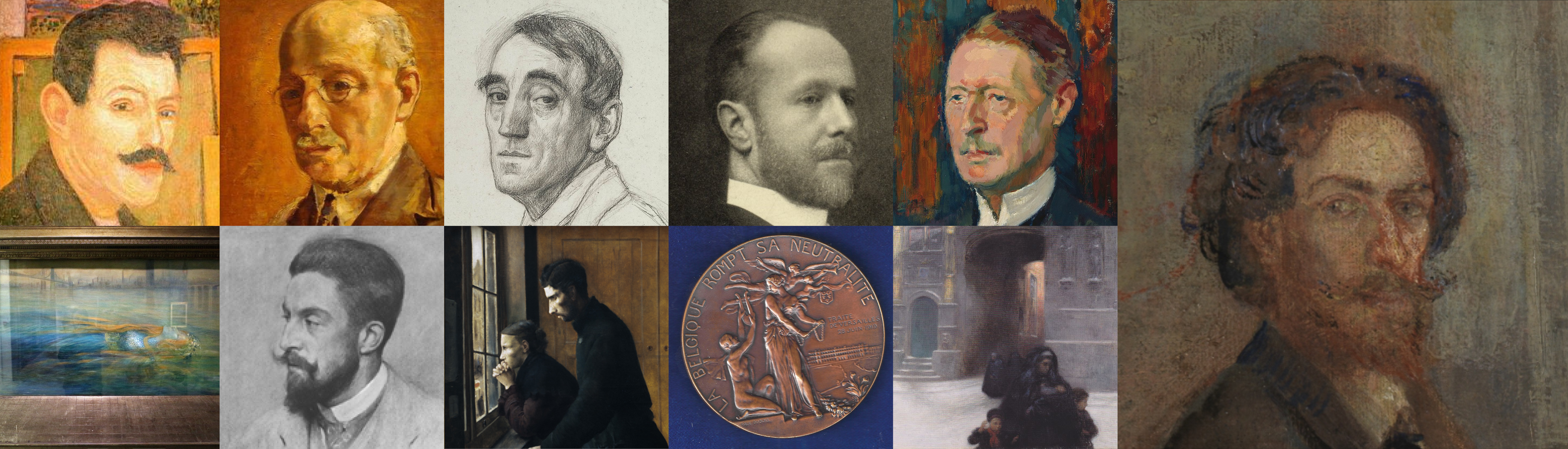
De originele oprichters van Les XX.

- Frantz Charlet 1862–1928
- Paul Du Bois 1859–1938
- Charles Goethals c. 1853–85
- Darío de Regoyos (Spaans)
- Willy Schlobach 1864–1951
- Guillaume Van Strydonck 1861–1937
- Rodolphe Wytsman 1860–1927

## Leden
Tot de leden van Les XX behoorden
- Achille Chainaye (ontslag 1889)
- Frantz Charlet
- Jean Delvin (ontslag 1886)
- Anna Boch
- Paul Du Bois
- Willy Finch
- James Ensor
- Charles Goethals
- Adrien-Joseph Heymans
- Fernand Khnopff
- Jef Lambeaux (ontslag 1884)
- Pericles Pantazis
- Dario de Regoyos
- Willy Schlobach
- Frans Simons (ontslag 1885)

- Gustave Vanaise (ontslag 1886)
- Théo van Rysselberghe
- Guillaume Van Strydonck
- Pieter Verhaert (ontslag 1884)

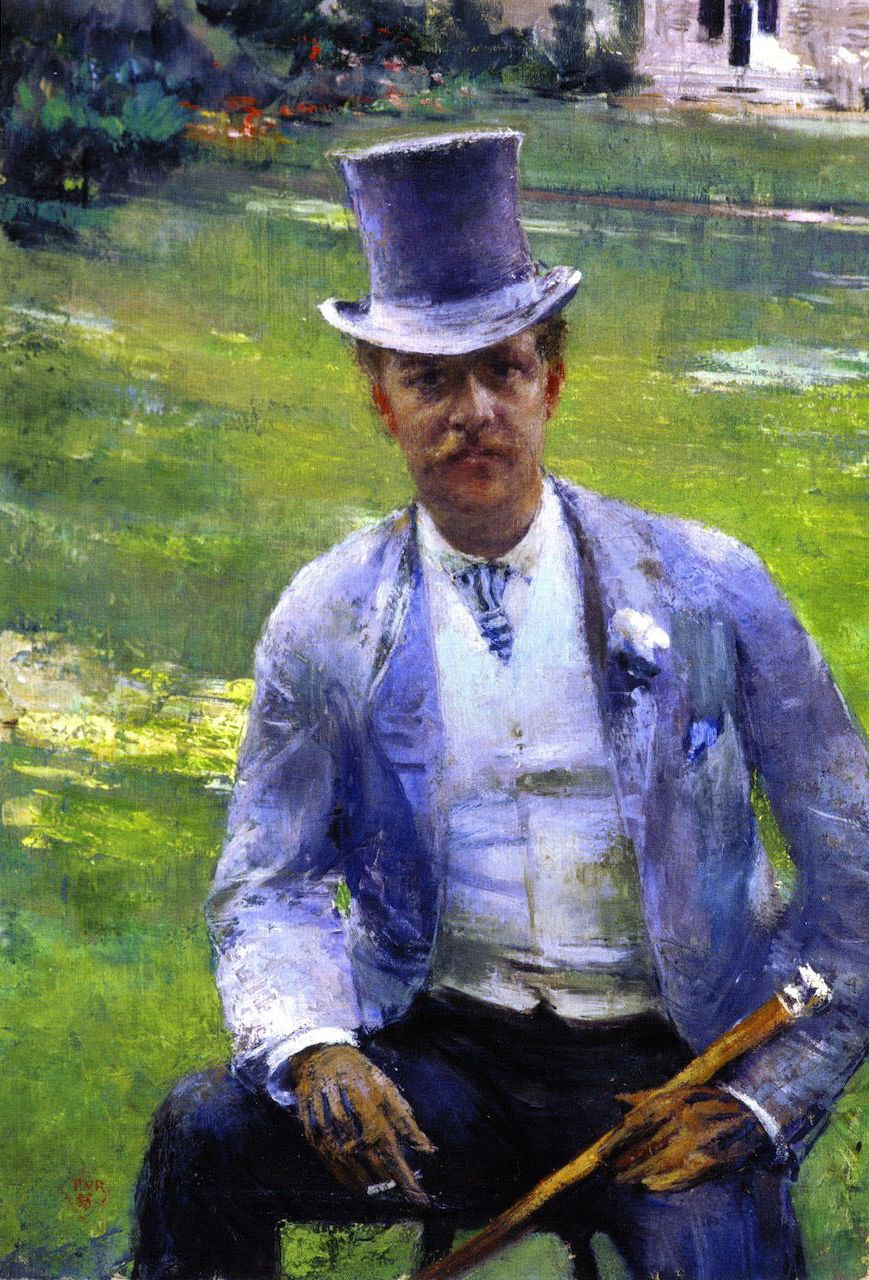
Théo van Rysselberghe: portret van Octave Maus (1885)

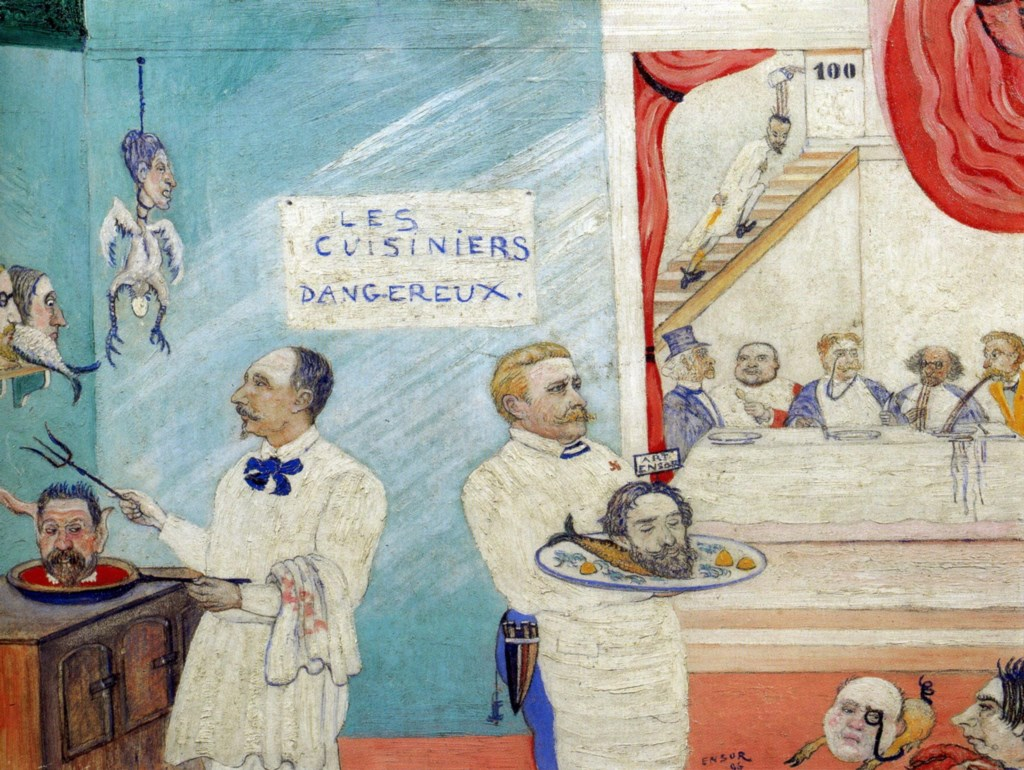
De gevaarlijke koks van James Ensor (1896). Satirisch schilderij waarin zijn hoofd wordt opgediend door Octave Maus. De andere leden van Les XX zijn er niet veel beter aan toe.

- Theodoor Verstraete (ontslag 1885)
- Guillaume Vogels
- Rodolphe Wytsman (ontslag 1889)

Het waren dus allemaal Belgen. In de tien jaar van zijn bestaan kwamen zich maar drie buitenlanders aansluiten als lid van de groep: de Nederlander Jan Toorop in 1885, en de Fransen Auguste Rodin en Paul Signac in respectievelijk 1889 en 1890. Andere buitenlanders waren slechts "invités" bij een expo-salon. Aldus hadden, binnen deze 10 jaar, 32 kunstenaars minstens eenmaal geëxposeerd in de jaarlijkse Salons des XX, die aanvankelijk plaatsvonden in het Museum voor Oude Kunst en later in het Museum voor Moderne Kunst.
Sommige wel degelijke artiesten werden gewoon niet toegelaten, zoals Franz Gailliard en Marcel Jefferys, om redenen die niet altijd door kwaliteit waren ingegeven. Terwijl men anderzijds weleens beroep deed op "invités", om meer materiële redenen dan wel om het puur artistieke element.
De door ontslag vrijgekomen plaatsen werden telkens aangevuld met: Isidore Verheyden (1885), Guillaume Charlier (1885), Felicien Rops (1886), Henry de Groux (1886, doch uitgesloten in 1890), Anna Boch (1886), Georges Lemmen (1889), Henry Van de Velde (1889) en George Minne (1890). De Franse Robert Picard, zoon van Edmond Picard werd opgenomen als bijkomend buitenlander.
Belgische "invités" waren: Louis Artan, Constantin Meunier, Eugène Smits, Xavier Mellery, Henri De Braekeleer, Jan Stobbaerts, William Degouve de Nuncques, Charles Van der Stappen, Paul De Vigne, Thomas Vinçotte, Charles Doudelet.

## Genodigden
"Invités" op de jaarlijkse Salons des XX waren:
uit Frankrijk
- Louis Anquetin (1888)
- Paul Cézanne (1890)
- Jules Chéret (1891)
- Henri-Edmond Cross (1889 + 1893)
- Albert Dubois-Pillet (1888 + 1890)
- Auguste Delaherche (1892)
- Maurice Denis (1892)
- Henri Fantin-Latour (1885)
- Paul Gauguin (1889 + 1891)
- Armand Guillaumin (1888 +1891)
- Paul César Helleu (1888)
- Paul Signac (1888)
- Alfred Sisley (1890 + 1891)
- Albert Lebourg (1887)
- Maxime Luce (1889)
- Claude Monet (1886 + 1889)
- Adolphe Monticelli (1886)
- Berthe Morisot (1887)
- Camille Pissarro (1887 + 1889 + 1891)
- Jean-François Raffaëlli (1885 + 1887)
- Odilon Redon (1886 + 1890)
- Pierre-Auguste Renoir (1886 + 1890)
- Auguste Rodin (1884 + 1887)
- Louis-Oscar Roty (1884 + 1886 + 1890)
- Georges Seurat (1887 + 1889 + 1891)
- Henri de Toulouse-Lautrec (1888 + 1890 + 1892 + 1893).

uit Nederland
- George Hendrik Breitner (1886)
- Isaac Israëls (1884)
- Vincent Van Gogh (1890 + 1891)
- Floris Verster (1891)
- Johan Thorn Prikker (1893).

uit Engeland
- Walter Crane (1891)
- Ford Madox Brown (1893).

uit de Verenigde Staten
- Mary Cassatt (1892)
- James McNeill Whistler (1884 + 1886 + 1888).

uit Italië
- Giovanni Segantini (1890).

Herhaalde tribulaties werden vaak heftig onder woorden gebracht en waren zeker niet ongewoon. Zo wees Ensor, toch de voortrekker van de groep, het pointillisme van Van Rysselberghe smalend af. In 1884 betwistte hij, samen met Vogels, de opname van Whistler, terwijl Finch en Schlobach de verdediging van de Amerikaanse meester opnamen. Zelf ontliep Ensor nauwelijks het ontslag, toen zijn "
De intrede van Christus in Brussel in 1889", toch zijn meesterwerk, in 1889 geweigerd werd. Henry de Groux, het "enfant terrible" van de XX, werd uitgesloten, toen hij irritant protesteerde tegen de "afstotelijke bloempotten" van Vincent Van Gogh, in 1890. Het was trouwens op dit Salon des XX dat Anna Boch voor 400 Belgische frank een schilderij van Van Gogh kocht, "De rode wingerd", het enige werk dat tijdens zijn leven werd verkocht.
Het verder doorwegend gebrek aan enig programma bracht Octave Maus in moeilijkheden, zodat hij de groep ontbond in 1893, ondanks heftig protest van James Ensor. Het jaar daarop, in 1894, vormde hij een nieuwe groep "La Libre Esthétique". De meeste "vingtisten" sloten toch weer aan. Alle kibbelarijen indachtig, zou hij het voortaan doen zonder "leden-artiesten", maar uitsluitend nog met "invités".